# Desmocladus asper
Desmocladus asper är en gräsväxtart som först beskrevs av Christian Gottfried Daniel Nees von Esenbeck, och fick sitt nu gällande namn av Barbara Gillian Briggs och Lawrence Alexander Sidney Johnson. Desmocladus asper ingår i släktet Desmocladus och familjen Restionaceae. Inga underarter finns listade i Catalogue of Life.